# Aleksandr Kúrosh
Aleksandr Guennádievich Kúrosh (del ruso: Алекса́ндр Генна́диевич Ку́рош); 19 de enero de 1908–18 de mayo de 1971 fue un matemático soviético, conocido por su trabajo en álgebra abstracta. Es reconocido por haber escrito el primer texto moderno y de alto nivel sobre teoría de grupos, La teoría de grupos, publicado en 1944.
Nació en Yártsevo, cerca de Smolensk, y falleció en Moscú. Obtuvo su doctorado de la Universidad Estatal de Moscú en 1936 bajo la dirección de Pável Aleksándrov. En 1937 empezó a trabajar de profesor en la misma universidad, y desde 1949 hasta su muerte ocupó la Cátedra de Álgebra Superior en la Universidad Estatal de Moscú. En 1938, supervisó la tesis doctoral del también pionero en la teoría de grupos Serguéi Chérnikov, con quien desarrollaría relaciones importantes entre grupos finitos e infinitos, descubriría la clase de grupos de Kúrosh-Chérnikov y publicaría varios estudios influyentes a lo largo de las siguientes décadas.

## Obras selectas
- Gruppentheorie. 2 vols., 1953,[1] 1956, Akademie Verlag, Berlín, 2.ª edición 1970, 1972.
- Vorlesungen über Allgemeine Algebra. Verlag Harri Deutsch, Zürich 1964.
- Zur Theorie der Kategorien. Deutscher Verlag der Wissenschaften, Berlín 1963.
- Kurosch: Zur Zerlegung unendlicher Gruppen. (enlace roto disponible en Internet Archive; véase el historial, la primera versión y la última). Mathematische Annalen vol. 106, 1932.
- Kurosch: Über freie Produkte von Gruppen. (enlace roto disponible en Internet Archive; véase el historial, la primera versión y la última). Mathematische Annalen vol. 108, 1933.
- Kurosch: Die Unterprodukte der freien Produkte von beliebigen Gruppen. (enlace roto disponible en Internet Archive; véase el historial, la primera versión y la última). Mathematische Annalen, vol. 109, 1934.
- A. G. Kurosh, S. N. Chernikov, “Solvable and nilpotent groups”, Uspekhi Mat. Nauk, 2:3(19) (1947), 18–59.
- A. G. Kurosh, "Curso de Álgebra Superior", Editorial Mir, Moscú 1997, traducción de Emiliano Aparicio Bernardo.